# 일본 영화 데이터베이스
일본 영화 데이터베이스(日本映画データベース, Japanese Movie Database, JMDb)는 일본 영화, 배우, 제작진에 대한 정보를 다루는 일본의 온라인 데이터베이스 웹사이트이다. 인터넷 영화 데이터베이스와 유사하지만 일본이 개봉한 영화만을 나열한다. 1997년부터 운영되고 있으며 1899년부터 오늘날까지 만들어진 영화를 포함하고 있다.

## 같이 보기
- 인터넷 영화 데이터베이스
- 한국 영화 데이터베이스